# Drukqs
Drukqs — студійний альбом британського виконавця електронної музики та продюсера Aphex Twin. Він був випущений у жовтні 2001 року на лейблі Warp Records. Це подвійний альбом, що включає різноманітні різко контрастні стилі, від ретельно запрограмованих бітів, натхненних джанглом, до драм-енд-бейсу, класичного та препарованого фортепіано, ембієнтних та електроакустичних п'єс. Він містить фортепіанну композицію «Avril 14th», один з найвідоміших записів Джеймса.
Джеймс випустив Drukqs, щоб запобігти потенційному витоку інформації після того, як випадково залишив MP3-плеєр зі своєю музикою в літаку. Згідно з контрактом із лейблом, це мав бути його останній реліз на Warp. Платівка увійшла до Dance Albums Chart під номером 1, залишаючись у топ-10 протягом п'яти тижнів, і посіла 22 місце в UK Albums Chart. Вона отримала полярні відгуки критиків: одні назвали її серед найкращих його робіт, інші відкинули її, зосередившись на відчутному браку інновацій, а не коментуючи музичність запису. Таке сприйняття було описано як дивне, враховуючи якість роботи.

## Передумови та реліз

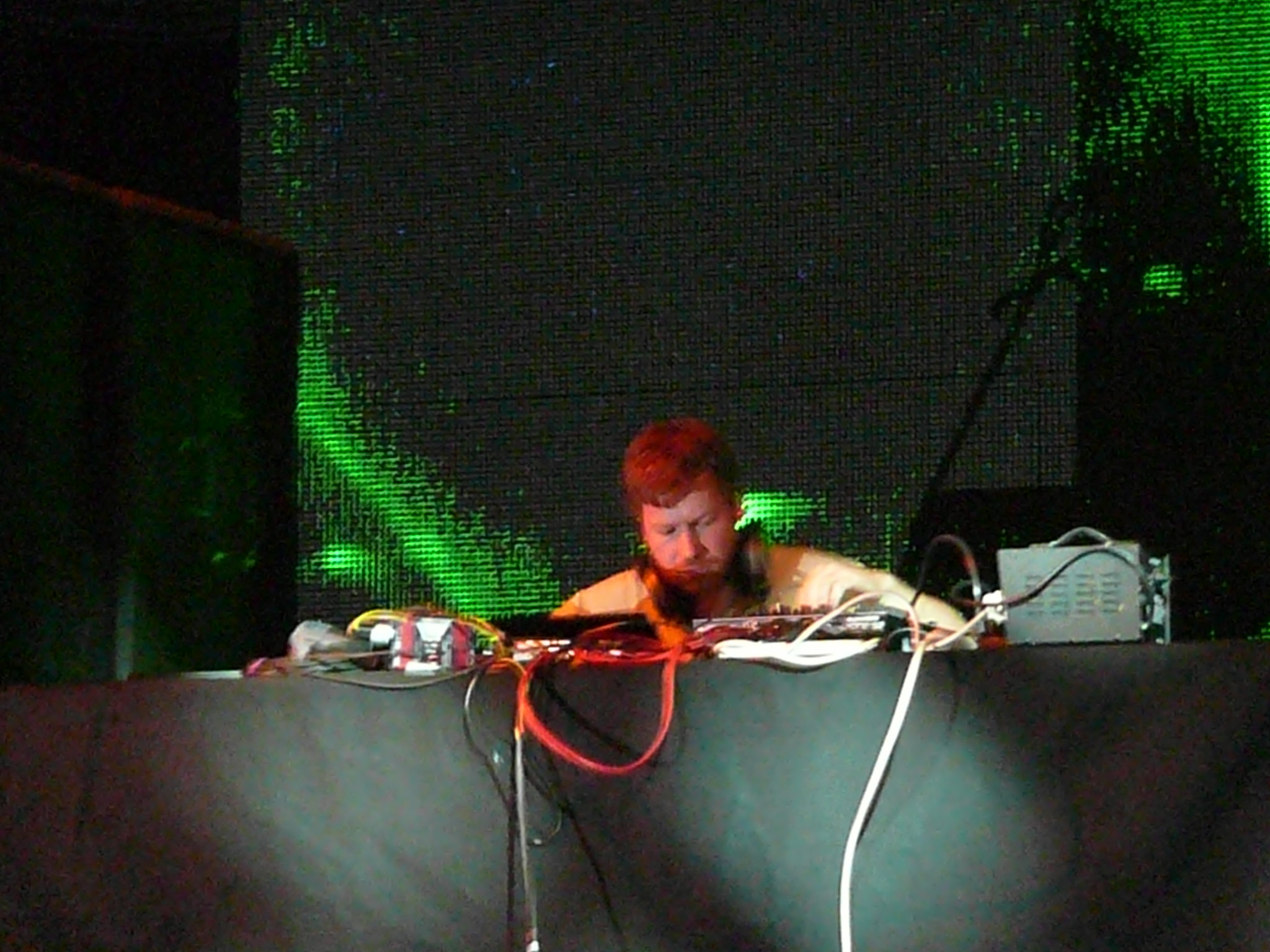
Aphex Twin у 2008

Джеймс випустив Drukqs насамперед для того, щоб уникнути потенційного витоку інформації після того, як він випадково залишив MP3-плеєр зі 180 невиданими треками в літаку під час подорожі до Шотландії зі співзасновником Rephlex Records Грантом Вілсоном-Клариджем: «Я подумав — вони все одно рано чи пізно з'являться в інтернеті, так що я можу випустити альбом першим». До цього інциденту Джеймс не мав наміру випускати жодного з треків платівки для публіки. Він планував, що це буде його останній реліз, як частина його контрактних зобов'язань перед Warp. Мастеринг альбому був зведений на початку липня 2001 року. Він вийшов у вигляді подвійного компакт-диска 22 жовтня 2001 року.
Платівка увійшла до UK Dance Albums Chart на 1 місце, залишаючись у топ-10 протягом п'яти тижнів, і посіла 22 місце UK Albums Chart.
Багато назв треків написані корнською мовою — наприклад, «Jynweythek» («Машина») — або є зашифрованими назвами. Джеймс заявив, що назва альбому не пов'язана з наркотиками, а є «просто словом, яке [він] вигадав». Щодо дводискового альбому Джеймс сказав: «Зараз я слухаю музику так: купую компакт-диск, вставляю його в комп'ютер і просто беру ті треки, які мені потрібні. Я сподіваюся, що люди будуть робити те ж саме з цим диском».

## Музика
Drukqs складається з музики в жанрах дрилл-енд-бейс, джангл, академічна музика, електроакустика, ейсід, драм-енд-бейс, техно, IDM та ембієнт. Він містить треки, написані «сім або вісім років тому», за словами Джеймса, хоча більша частина альбому була відносно новою. Платівка є подвійним альбомом, в якому представлені приблизно два стилі: швидкі, ретельно запрограмовані треки з використанням перебільшених драм-енд-бейсових брейкбітів, і класичні фортепіанні п'єси, виконані за допомогою комп'ютерних інструментів, таких як модифікований Yamaha Disklavier і кілька барабанних механізмів на основі соленоїдів, зроблених Джеймсом з використанням MIDI-контролера. Keymag описав його як такий, що «неспокійно перемикається від його найбільш кислотного дрим-енд-бейсу до неймовірно розкішних п'єс препарованого фортепіано, натхненних Джоном Кейджем». NME відзначив, що альбом рухається через техно, драм-енд-бейс і рейв початку 90-х, а фортепіанні інтермедії порівнювали з творчістю Еріка Саті. Pitchfork також відзначив «кілька суто електроакустичних моментів».
Джеймс сказав, що «багато з треків звучать у досить старому стилі, я вважаю. Я зробив багато треків, які дійсно нові за стилем і не схожі ні на що інше, але я не хотів їх випускати.» Визнаючи схожість зі своїми минулими записами, Джеймс сказав, що «я ніколи раніше не робив щось настільки детально.» Про складне програмування барабанів на альбомі він сказав: «Це дуже схоже на гітарні соло, тільки при програмуванні ви повинні використовувати свій мозок. Найголовніше, щоб це мало на мене якийсь емоційний вплив, а не просто: 'О, це дуже розумно'».
У 2015 році Джеймс випустив мініальбом Computer Controlled Acoustic Instruments pt2, що містить додаткові комп'ютерно-керовані інструментальні треки, як продовження альбому Drukqs.

## Відгуки критиків
Drukqs є одним з «найбільш суперечливих» релізів Джеймса. Олі Ворвік з Crack зазначив, що він викликав «широке обурення серед музичних критиків, чия основна претензія полягала в тому, що Джеймс представив щось, що нагадує попередні релізи, а не якийсь сміливий новий спосіб електронного вираження». На Metacritic, який присвоює нормалізовану оцінку зі 100 рецензіям від мейнстримних критиків, альбом отримав середній бал 66, заснований на 21 рецензії.
Після релізу 2001 року Алекс Нідхем з NME назвав його «прекрасним» і «наповненим смаколиками». В огляді для Playlouder запис був названий «ймовірно, його найкращим альбомом на сьогоднішній день». Для Spin Саймон Рейнольдс розкритикував альбом як «невиразний» і «спійманий у пастку потенціалу нескінченно малих змін», заявивши, що він «звучить просто як невелике продовження звучання Aphex приблизно з часів Richard D. James Album 1996 року та Come to Daddy 1997-го». Pitchfork описав «дрилл-енд-бейс» треки альбому як «радше відгомін минулого, ніж перспективи майбутнього; і при всій їхній композиційній силі, тут відсутній елемент містики Aphex Twin». Дейв Сімпсон з The Guardian заявив, що «більша частина Drukqs звучить як слабкі відгомони того, що Aphex Twin робив раніше, і ніяка гіперактивна драм-машина або безглузді назви не можуть замаскувати це». Пет Блешилл з Rolling Stone назвав Drukqs «найбільш неактуальним альбомом Aphex на сьогоднішній день» і додав, що «ходять чутки, що Джеймс просто завантажив цей запис уривками, які роками займали місце на його жорсткому диску, а потім випустив альбом, щоб розірвати угоду зі своїм лейблом Warp.» У The Rolling Stone Album Guide (2004) критик Саша Фрер-Джонс заявив: «дивним чином відкинутий багатьма, Drukqs часто буває вражаючим».
Фортепіанна композиція «Avril 14th» стала одним з найпопулярніших треків Джеймса, пізніше була використана в скетчі Saturday Night Live та пісні Каньє Веста «Blame Game». Станом на квітень 2017 року трек був найпопулярнішим треком Джеймса на Spotify, з приблизно 124 мільйонами прослуховувань. За цим показником це його найвідоміша композиція. «Avril 14th» також використовувалася у таких фільмах, як Марія-Антуанетта (2006).

## Трек-лист
Всі пісні написані Річардом Д. Джеймсом
| #      | Назва                                       | Тривалість |
| ------ | ------------------------------------------- | ---------- |
| 1.     | «Jynweythek»                                | 2:23       |
| 2.     | «Vordhosbn»                                 | 4:51       |
| 3.     | «Kladfvgbung Micshk»                        | 2:06       |
| 4.     | «Omgyjya-Switch7»                           | 4:52       |
| 5.     | «Strotha Tynhe»                             | 2:12       |
| 6.     | «Gwely Mernans»                             | 5:08       |
| 7.     | «Bbydhyonchord»                             | 2:33       |
| 8.     | «Cock/Ver10»                                | 5:18       |
| 9.     | «Avril 14th»                                | 2:05       |
| 10.    | «Mt Saint Michel + Saint Michaels Mount»    | 8:10       |
| 11.    | «Gwarek2»                                   | 6:46       |
| 12.    | «Orban Eq Trx 4»                            | 1:35       |
| 13.    | «Aussois»                                   | 0:13       |
| 14.    | «Hy a Scullyas Lyf Adhagrow»                | 2:14       |
| 15.    | «Kesson Dalef»                              | 1:21       |
| 16.    | «54 Cymru Beats»                            | 6:06       |
| 17.    | «Btoum-Roumada»                             | 1:58       |
| 18.    | «Lornaderek»                                | 0:31       |
| 19.    | «QKThr» (також відома як "Penty Harmonium") | 1:27       |
| 20.    | «Meltphace 6»                               | 6:24       |
| 21.    | «Bit 4»                                     | 0:25       |
| 22.    | «Prep Gwarlek 3b»                           | 1:19       |
| 23.    | «Father»                                    | 0:57       |
| 24.    | «Taking Control»                            | 7:14       |
| 25.    | «Petiatil Cx Htdui»                         | 2:11       |
| 26.    | «Ruglen Holon»                              | 1:49       |
| 27.    | «Afx237 v.7»                                | 4:23       |
| 28.    | «Ziggomatic 17»                             | 8:35       |
| 29.    | «Beskhu3epnm»                               | 2:10       |
| 30.    | «Nanou2»                                    | 3:25       |
| 100:41 |                                             |            |

## Персоналії
- Aphex Twin – музика, фотографії[31]

## Чарти
| Чарт (2001)                               | Пікова позиція |
| ----------------------------------------- | -------------- |
| Australian Albums (ARIA)                  | 87             |
| Франція French Albums (SNEP)              | 43             |
| Ірландія Irish Albums (IRMA)              | 14             |
| Норвегія Norwegian Albums (VG-lista)      | 36             |
| Швеція Swedish Albums (Sverigetopplistan) | 47             |
| Велика Британія UK Albums (OCC)           | 22             |
| UK Dance Albums (OCC)                     | 1              |
| США Billboard 200                         | 154            |
| США Dance/Electronic Albums (Billboard)   | 6              |

## Сертифікації
| Регіон                                                      | Сертифікація | Продажі |
| ----------------------------------------------------------- | ------------ | ------- |
| Велика Британія (BPI)                                       | Срібний      | 60 000  |
| продажі+прослуховування, що базуються лише на сертифікаціях |              |         |